# Raphaël Bellemare
Raphaël Bellemare (né le 22 février 1821 à Yamachiche et décédé le 1er février 1906 à Montréal) est un journaliste, fonctionnaire et auteur canadien-français. Il s'est établi à Montréal vers 1849 où a été actif comme journaliste et rédacteur à La Minerve. L'historienne Marie-Claire Daveluy le dépeint comme un bibliophile érudit.
Il est connu pour son implication dans le monde de domaine de l'historiographie. Il a notamment participé à la fondation de la Société historique de Montréal en 1858. De même, il a publié des ouvrages historiques, dont Les bases de l'histoire d'Yamachiche en 1901 et il a collaboré au Bulletin des recherches historiques et à la La Revue canadienne.
Il était descendant et exécuteur testamentaire de Jacques Viger.
La rue Raphaël-Bellemare, située dans l'arrondissement montréalais de Rivière-des-Prairies–Pointe-aux-Trembles est nommée en son honneur depuis le 4 avril 1978. L'odonyme est officialisé par la Commission de toponymie du Québec le 25 janvier 1990.
Le fonds Raphaël Bellemare (P92) du Centre de recherche en civilisation canadienne-française contient une portion de sa correspondance.